# 4597 Consolmagno
4597 Consolmagno eller 1983 UA1 är en asteroid i huvudbältet som upptäcktes den 30 oktober 1983 av den amerikanska astronomen Schelte J. Bus vid Palomar-observatoriet. Den är uppkallad efter Guy Consolmagno.
Asteroiden har en diameter på ungefär 15 kilometer.